# Спасово (Старозагорская область)
Спасово (болг. Спасово) — село в Болгарии. Находится в Старозагорской области, входит в общину Чирпан. Население составляет 470 человек.

## Политическая ситуация
В местном кметстве Спасово, в состав которого входит Спасово, должность кмета (старосты) исполняет Танё Иванов Танев (независимый) по результатам выборов правления кметства.
Кмет (мэр) общины Чирпан — Васил Георгиев Донев (коалиция: Политическое движение социал-демократов (ПДСД) и Объединённый блок труда (ОБТ)) по результатам выборов в правление общины.